# Alexa Swinton
Alexa Skye Swinton és una actriu, cantant i compositora estatunidenca. Va aparéixer en un paper principal com a Piper a la sèrie d'ABC de 13 episodis anomenada Emergence, va tindre un paper recurrent com Eva Rhoades a Billions i la sèrie de HBO And Just Like That..., on interpreta el personatge de Rock Goldenblatt. També va aparéixer a Old de M. Night Shyamalan, interpretant el paper de Young Maddox.

## Carrera
Swinton va interpretar el paper d'Addie a Make Believe, escrit per Bess Wohl i dirigit per Jackson Gay al Hartford Stage. El primer paper principal de Swinton a la televisió va ser com a Piper a Emergence. El programa va durar 13 episodis del 2019 al 2020. Va interpretar per primera vegada la seua cançó original "You, Me and My Purple Docs" públicament a la cadena de televisió canadenca CHCH-DT a Hamilton, Ontario. Swinton té un paper recurrent com Eva Rhoades, la filla dels personatges principals Chuck i Wendy Rhoades al drama televisiu Billions de Showtime. Va actuar al llargmetratge Old de M. Night Shyamalan interpretant el paper de Young Maddox.
Interpreta el paper recurrent de Rock Goldenblatt, filla de Charlotte York Goldenblatt a la sèrie d'HBO And Just Like That... que va ser considerat per crítics com a "rompedor".